# Le Mariage de la raison et de la misère noire, II
Le Mariage de la raison et de la misère noire, II – en anglais The Marriage of Reason and Squalor, II – est un tableau réalisé par le peintre américain Frank Stella en 1959. De format horizontal, cette toile est un monochrome exécuté à la peinture-émail noire de façon à laisser à sa surface de très fines lignes parallèles non recouvertes. Celles-ci constituent ensemble deux motifs géométriques identiques de part et d'autre de l'axe vertical central de la composition picturale. L'œuvre est conservée au Museum of Modern Art, à New York.